# 3370 Kohsai
3370 Kohsai (1934 CU) là một tiểu hành tinh vành đai chính được phát hiện ngày 4 tháng 2 năm 1934 bởi K. Reinmuth ở Heidelberg.